# 梅休 (密西西比州)
梅休（英語：Mayhew）是位於美國密西西比州朗茲縣的非建制地區。

## 歷史
梅休的郵局於1833年設立，其後於1837年停運，1856年重啟後營運至今。

## 地理
梅休所處的海拔為高於海平面63米（即207英呎），而該地所採用的時區為UTC-6，即北美中部時區（CST）。同時該地設有夏令時間，為UTC-6調快一小時，即UTC-5（CDT）。